# Bambi II
Bambi II – animowany dramat filmowy z 2006 w reżyserii Briana Pimentala, midquel Bambiego (1942).

## Fabuła
Bambi, po śmierci swojej matki, zamieszkuje z ojcem, który jest powszechnie uważany za Wielkiego Księcia Lasu. Puchacz, poproszony przez Wielkiego Księcia o znalezenie łani mogącej wychować Bambiego, oznajmia, że z powodu zimy łanie przymierają głodem i sugeruje, by Wielki Książę sam zajął synem. Ojciec Bambiego zgadza się opiekować nim, ale tylko do wiosny. Próbuje on nauczyć swojego syna manier, jakimi powinien odznaczać się książę. Początkowo trudno im się porozumieć. Wielki Książę pozwala Bambiemu pójść z Tuptusiem i Kwiatkiem na ceremonię wybudzenia się świstaka. Bambi spotyka tam Felinkę.    
Świstak po naciskach wychodzi ze swojej nory, ale zostaje spłoszony przez starszego jelonka o imieniu Roni, który przechwala się opowieściami o swoich rzekomych spotkaniach z Człowiekiem. Roni ma zamiar walczyć z Bambim, którego uważa za słabeusza, ale wzywa go matka. Bambi śni o własnej matce i zbudzony słyszy jej głos. Okazuje się, że to Człowiek naśladował odgłos łani. Pojawiają się psy Człowieka, ale w ostatniej chwili odpędza je Wielki Książę. Ojciec wścieka się na Bambiego za to dał się podejść Człowiekowi, a następnie opętać strachowi.    
Przedwiośniem Wielki Książę, rozpoczynający obchód lasu, każe czekać na siebie w legowisku. Bambi chce udowodnić ojcu, że jest dzielny, więc Tuptuś i Kwiatek próbują go nauczyć odwagi. Bambi chce przetestować odwagę na jeżozwierzu, ale kończy pokłuty. Tymczasem Roni próbuje zaimponować Felince swoją siłą. Widząc nachalność Roniego wobec Felinki Bambi wdaje się w nim potyczkę. Urażony Roni ściga Bambiego, który przeskakuje przez duży wąwóz. Napotkany Wielki Książę jest pod wrażeniem, że Bambiemu udał się wyczyn w tak młodym wieku. Następnego dnia Bambi i jego ojciec zbliżają się do siebie i nawiązują coraz lepszy kontakt. W końcu puchacz znajduje zastępczą matkę dla Bambiego w postaci łani Meny, dawnej koleżanki matki jelonka. Wściekły Bambi zdaje sobie sprawę, że ojciec planował go odesłać do nowego domu, a Wielki Książę dochodzi do wniosku, że z powodu swej funkcji nie powinien wychowywać dziecka.    
Bambi ze smutkiem akceptuje zmianę i odchodzi z Meną. W drodze do jej legowiska Roni drwi z Bambiego. Obaj wdają się w bójkę, która uruchamia jedną z pułapek Człowieka. Bambi ratuje Menę, odciągając od niej psy Człowieka, i przybywa Wielki Książę. Psy gonią Bambiego, ale z pomocą Tuptusia i Kwiatka odpiera je wszystkie. Jeden z psów dopada Bambiego na klifach, ale jelonek zrzuca go, samemu jednak spadając. Wielki Książę go opłakuje, dopóki nie odkrywa, że Bambi wciąż żyje. Jakiś czas później Bambiemu zaczynają wyrastać poroże, a Roni zapowiada zemstę. Wielki Książę pokazuje synowi piękne pole, na którym poznał matkę Bambiego, gdy oboje byli cielakami.

## Obsada głosowa
- Alexander Gould – Bambi
- Patrick Stewart – Wielki Książę
- Brendon Baerg – Tuptuś
- Nicky Jones – Kwiatek
- Andrea Bowen – Felinka
- Anthony Ghannam – Roni
- Cree Summer – Mena
- Keith Ferguson – pan Sowa
- Makenna Cowgill – siostra Tuptusia #1
- Emma Rose Lima – siostra Tuptusia #2
- Ariel Winter – siostra Tuptusia #3
- Brian Pimental –
  - świstak,
  - jeżozwierz
- Carolyn Hennesy – matka Bambiego

## Wersja polska
Opracowanie wersji polskiej: Start International Polska

Reżyseria: Joanna Wizmur

Dialogi polskie: Joanna Serafińska

Dźwięk i montaż: Sławomir Czwórnóg

Teksty piosenek:
- Filip Łobodziński,
- Marcin Sosnowski

Kierownictwo muzyczne: Marek Klimczuk

Piosenki nagrano w: Studio Buffo

Realizator nagrań muzycznych: Jarosław Regulski

Opieka artystyczna: Michał Wojnarowski

Produkcja polskiej wersji językowej: Disney Character Voices International, Inc.

W wersji polskiej udział wzięli:
- Beniamin Lewandowski – Bambi
- Grzegorz Pawlak – Wielki Książę
- Marcel Dworczyk – Tuptuś
- Piotr Brzywczy – Kwiatek
- Aleksandra Czarnecka – Felinka
- Michał Włodarczyk – Roni
- Agata Buzek – Mena
- Ryszard Nawrocki – pan Sowa
- Monika Błachnio – siostra Tuptusia #1
- Katarzyna Czarnota – siostra Tuptusia #2
- Karolina Frączak – siostra Tuptusia #3
- Mirosław Wieprzewski – świstak
- Andrzej Fedorowicz – jeżozwierz
- Karina Szafrańska – matka Bambiego
- Joanna Węgrzynowska – matka Tuptusia

Wykonanie piosenek:
- „Życie trwa” – Hania Stach – dzięki uprzejmości EMI Poland
- „Wiosna tuż, tuż” – Hania Stach – dzięki uprzejmości EMI Poland
- „Piosenka wiosenna” – Anna Powała, Magdalena Zawadzka, Aleksandra Szpinda, Katarzyna Szpinda,

Źródło: